# Toaripi Lauti
Sir Toaripi Lauti GCMG, PC (* 28. November 1928 in Papua-Neuguinea; † 25. Mai 2014) war ein tuvaluischer Politiker.
Vom 2. Oktober 1975 an war er Staatsminister des Inselstaates. Nach Erlangung der staatlichen Souveränität am 1. Oktober 1978 wurde Lauti zum ersten Premierminister des Landes ernannt. Er hielt dieses Amt bis zum 8. September 1981 inne, als er wegen seiner angeblichen Verstrickung in einen Investitionsskandal zurücktreten musste.
Neun Jahre später, am 1. Oktober 1990, wurde Lauti zum Generalgouverneur von Tuvalu ernannt, dem Vertreter des britischen Monarchen als Staatsoberhaupt. Dieses Amt bekleidete er bis zum 1. Dezember 1993.